# Тимошенко, Иван Романович
Ива́н Рома́нович Тимоше́нко (род. 9 мая 1999, Ставрополь) — российский футболист, нападающий клуба «Родина».

## Клубная карьера
Иван Тимошенко является воспитанником ставропольского футбола. В 19-летнем возрасте он выступал за местный любительский клуб «Электроавтоматика». В 2019 году Тимошенко попал в профессиональный футбол, перейдя в московский «Велес».
Затем нападающий отыграл два сезона в «Черноморце»: 42 матча (29 голов и семь голевых передач). Посреди этапа карьеры в «Черноморце» отрезок сезона-2021/22 Иван провёл в аренде в словацком клубе «Железиарне»; весной 2022 года он стал лучшим бомбардиром новороссийской команды.
15 июля 2022 года Тимошенко перешёл в «Родину», подписав долгосрочный контракт. 17 июля в матче Первой лиги против «Рубина» (2:0) он дебютировал за московскую команду, выйдя на замену на 80-й минуте. 27 августа в матче Первой лиги против «СКА-Хабаровска» (2:1) Тимошенко забил дебютный гол за «Родину». 5 марта 2023 года в матче Первой лиги против «Шинника» (2:1) россиянин оформил первый дубль за московский клуб. 
По итогу сезона «Родина» заняла 5-е место в таблице Первой лиги, получив право на выступления в стыковых матчах за выход в РПЛ, а Иван Тимошенко стал лучшим бомбардиром чемпионата, забив 14 голов.
16 июля 2023 года в первом матче Первой лиги сезона 2023/24 против саратовского «Сокола» (4:0) Тимошенко оформил дубль. По ходу сезона нападающий ещё дважды оформил дубль, поразив ворота «Волгаря» (0:4) и «Енисея» (2:1). В сезоне 2023/24 Тимошенко провёл 31 матч во всех турнирах, отметившись 15 забитыми мячами и 2 голевыми передачами.
17 июня 2024 года перешел в платную аренду с правом выкупа в клуб «Акрон». 20 июля 2024 года дебютировал за «Акрон» выйдя на замену в выездном матче первого тура РПЛ против московского «Локомотива» (3:2). 27 июля в матче чемпионата России против «Факела» (0:2) он забил дебютный гол за тольяттинский клуб и первый гол в РПЛ.

## Достижения

### Командные
«Велес»
- Победитель ПФЛ: 2019/20 (зона «Запад»)

«Железиарне»
- Победитель Второй лиги: 2021/22[англ.]

### Личные
- Лучший бомбардир Первого дивизиона: 2022/23 (14 голов)[6]

## Статистика
| Выступление      | Выступление      | Выступление      | Чемпионат | Чемпионат | Кубки | Кубки | Другие | Другие | Итого | Итого |
| Клуб             | Лига             | Сезон            | Игры      | Голы      | Игры  | Голы  | Игры   | Голы   | Игры  | Голы  |
| ---------------- | ---------------- | ---------------- | --------- | --------- | ----- | ----- | ------ | ------ | ----- | ----- |
| Велес            | ПФЛ              | 2018/19          | 7         | 0         | 0     | 0     | —      | —      | 7     | 0     |
| Велес            | ПФЛ              | 2019/20          | 10        | 1         | 2     | 0     | —      | —      | 12    | 1     |
| Велес            | Итого            | Итого            | 17        | 1         | 2     | 0     | —      | —      | 19    | 1     |
| Черноморец       | ПФЛ              | 2020/21          | 24        | 13        | 4     | 0     | —      | —      | 28    | 13    |
| Черноморец       | ФНЛ-2            | 2021/22          | 14        | 16        | 0     | 0     | —      | —      | 14    | 16    |
| Черноморец       | Итого            | Итого            | 38        | 29        | 4     | 0     | —      | —      | 42    | 29    |
| → Железиарне     | Вторая лига      | 2021/22          | 13        | 4         | 2     | 4     | —      | —      | 15    | 8     |
| → Железиарне     | Итого            | Итого            | 13        | 4         | 2     | 4     | —      | —      | 15    | 8     |
| Родина           | Первая лига      | 2022/23          | 30        | 14        | 2     | 1     | 2      | 1      | 34    | 16    |
| Родина           | Первая лига      | 2023/24          | 28        | 14        | 3     | 1     | —      | —      | 31    | 15    |
| Родина           | Итого            | Итого            | 58        | 28        | 5     | 2     | 2      | 1      | 65    | 31    |
| → Акрон          | Премьер-лига     | 2024/25          | 11        | 1         | 5     | 1     | 0      | 0      | 16    | 2     |
| → Акрон          | Итого            | Итого            | 11        | 1         | 5     | 1     | 0      | 0      | 16    | 2     |
| Всего за карьеру | Всего за карьеру | Всего за карьеру | 137       | 63        | 18    | 7     | 2      | 1      | 157   | 71    |

1. ↑  Кубок России, Кубок Словакии.
2. ↑  Стыковые матчи за право выступления в Премьер-лиге.